# میدان ترافالگار لندن (فیلم)
میدان ترافالگار لندن فیلمی صامت با تکنیک عکاسی سیاه و سفید به کارگردانی وردزورث دانیستورپ و ویلیام کار کرَفْتْس محصول سال ۱۸۹۰ بریتانیا است. این فیلم کوتاه نمایش ترافیک در میدان ترافالگار شهر لندن را نشان می‌دهد.